# Enquanto Houver Estrelas
Enquanto Houver Estrelas foi uma telenovela brasileira produzida e exibida pela extinta Rede Tupi entre 26 de junho de 1969 até 17 de janeiro de 1970, às 18:30 horas. 
Foi escrita, dirigida e protagonizada por Mário Brasini.

## Sinopse
Caetano é um sapateiro que foi abandonado pela mulher, em razão da pobreza em que vivia. Mas o abandono aumenta o seu potencial de filosofar sobre a vida.

## Elenco
- Mario Brasini - Caetano
- Daisy Lúcidi - Liliane
- Suzy Arruda - Neide
- Milton Moraes - Gilson
- Diana Morel - Estela
- Alberto Pérez - Artur
- Iracema de Alencar - Dona Alcina
- Cláudio Cavalcanti - César
- Lúcia Alves - Joana
- Neila Tavares - Mirela
- Hélio Ary - Doca
- Darcy de Souza - Eulina
- Elza Gomes - Eduarda
- Otávio Graça Mello - Seu Júlio
- Lourdes Mayer - Sílvia
- Sérgio de Oliveira - Reinaldo
- Orlando Macedo - Honório
- Magui Rodrigues - Cinara